# جی. رادمن وست
جی. رادمن وست (انگلیسی: J. Rodman West؛ زاده ۱۹ سپتامبر ۱۸۲۲  - درگذشته ۳۱ اکتبر ۱۸۹۸) سناتور سابق عضو جمهوری‌خواه بود. وی در سال ۱۸۷۱ تا ۱۸۷۷ میلادی سناتور ایالت لوئیزیانا در سنای ایالات متحده آمریکا بود.